# Christian Imark

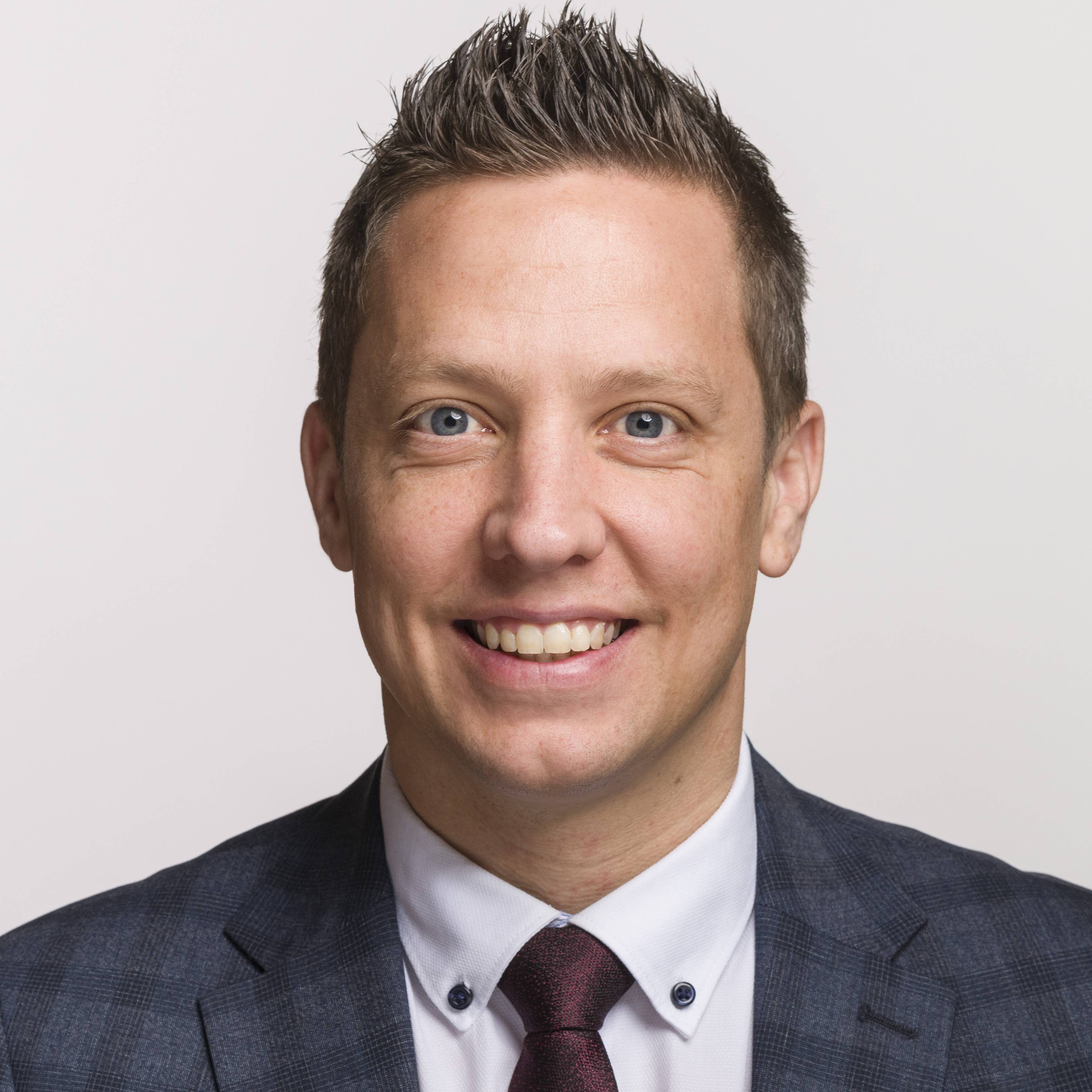
Christian Imark (2019)

Christian Josia Maria Dieter Imark (* 29. Januar 1982 in Breitenbach; heimatberechtigt in Himmelried) ist ein Schweizer Politiker (SVP).

## Ausbildung und Beruf
Christian absolvierte eine Lehre als Polymechaniker mit Berufsmatura bei der Firma Von Roll in Breitenbach. Nach der Lehre studierte er 2005 Architektur mit Vertiefung in Management an der Berner Fachhochschule in Burgdorf (BFH). 2008 schloss er ab und war danach wieder bei Von Roll in Breitenbach im Qualitätsmanagement für die Produktion von Wicklungsdrähten tätig. 2010 absolvierte er einen CAS in politischer Kommunikation an der Zürcher Hochschule für Angewandte Wissenschaften (ZHAW). 2012 wechselte er bei Von Roll als Aussendienstmitarbeiter in den Verkauf, wo er bis im Sommer 2016 als Global Customer Manager arbeitete. Seit 2013 ist Imark Gesellschafter und Geschäftsleiter der Eventfirma Airboxx GmbH und seit 2015 Präsident der Sektion Solothurn des Schweizerischen Nutzfahrzeugverbandes (ASTAG).

## Biografie
Als 16-Jähriger trat Imark der SVP Solothurn bei. 2001 wurde er mit 19 Jahren in den Solothurner Kantonsrat gewählt, als er noch in der Lehre war. Damit war er der jüngste Kantonsparlamentarier in der Geschichte des Kantons Solothurn. Von 2005 bis 2011 war er Vizepräsident, von 2013 bis 2015 Präsident der SVP-Fraktion. Im Jahr 2012 wurde er mit 29 Jahren der jüngste Kantonsratspräsident in der Geschichte des Kantons Solothurn.
Bei den Schweizer Parlamentswahlen 2015 im Oktober wurde er in den Nationalrat gewählt. 2019 verlor er die Wahl in den Ständerat gegen den amtierenden Roberto Zanetti (SP) im zweiten Wahlgang. In den Ständeratswahlen 2023 unterlag er Franziska Roth (SP) im zweiten Wahlgang.
Seit 2017 ist er Präsident der SVP Kanton Solothurn.
Christian Imark ist verheiratet, Vater zweier Kinder und wohnt in Fehren.